# Admiral Nachimow (Schiff, 1888)
Admiral Nachimow (russisch Адмирал Нахимов) war der Name eines Panzerkreuzers der Kaiserlich-Russischen Marine. Das Schiff war der erste russische Kreuzer, bei dem die Hauptbewaffnung in Panzertürmen aufgestellt war. Auf Kiel gelegt 1884 und 1885 zu Wasser gelassen, wurde das Schiff 1888 in Dienst gestellt. Das Schiff galt lange Zeit als einer der schnellsten und am schwersten bewaffneten Kreuzer der Welt.

## Bau
Der Kreuzer sollte im Rahmen des im Jahr 1881 verabschiedeten Flottenrüstungsprogramms gebaut werden. Nach der Aufgabenstellung, die das Marinetechnische Komitee herausgab, sollte der Kreuzer einen Gürtelpanzer mit einer Stärke von mindestens 254 mm in Höhe der Wasserlinie besitzen, eine Hauptbewaffnung mindestens vom Kaliber 22,9 cm haben, große Kohlevorräte mitführen können, eine Geschwindigkeit von mindestens 15 Knoten erreichen, einen Tiefgang von maximal 7,92 m haben und mit einer vollständigen Besegelung ausgestattet sein. Als Vorbild wurde der britische Panzerkreuzer Imperious ausgewählt, der sich durch die rhombenförmige (im Englischen auch „diamond-shaped“) Aufstellung der Geschütze auszeichnete: je eine Kanone an Bug und Heck sowie mittschiffs auf jeder Seite.
Am 19. November 1882 wurde das Projekt bestätigt. Im Vergleich zum ersten Entwurf wurde der Durchmesser der Barbetten auf 1,5 m erhöht, um die von den Obuchow-Werken entwickelte 22,9-cm-Kanone aufnehmen zu können. Geändert wurde auch die Lage der Kessel- und Maschinenanlage, die unter der Leitung des Chefingenieurs der Flotte, Generalmajor A. I. Sokolow, entwickelt wurde. Durch die Verlegung der Anlage nach achtern war ein Schornstein für die gesamte Anlage ausreichend. Der Kohlevorrat wurde auf 150 % vergrößert, und das zusätzliche Gewicht von 390 t vergrößerte die Verdrängung auf 7782 t. Die Länge des Rumpfes wuchs um 1,83 m, der Tiefgang um 0,1 m.
1884 wurde das Schiff bei der Baltischen Werft in Sankt Petersburg auf Kiel gelegt. Im Januar 1885 wurde die Bewaffnung geändert. Jetzt sollte eine 20,3-cm-Kanone mit einer Länge von 35 Kalibern zum Einsatz kommen, diesmal in einer Vavasseur-Aufstellung. Diese Änderung führte zu einer Erhöhung des Geschossgewichtes einer Salve und zu einer Erhöhung der Kadenz, außerdem konnte der Durchmesser der Barbetten um 62 cm verringert werden. Dies ließ auf eine erhöhte Seetüchtigkeit des Schiffes hoffen. Die Barbetten erhielten nun auch eine dünne Panzerung. Der Stapellauf fand am 21. Oktober 1885 statt. Der Panzerkreuzer wurde, nachdem er im Herbst 1887 im Handelshafen von Sankt Petersburg beschädigt wurde, am 15. Dezember 1887 in Dienst gestellt.

## Einsatz

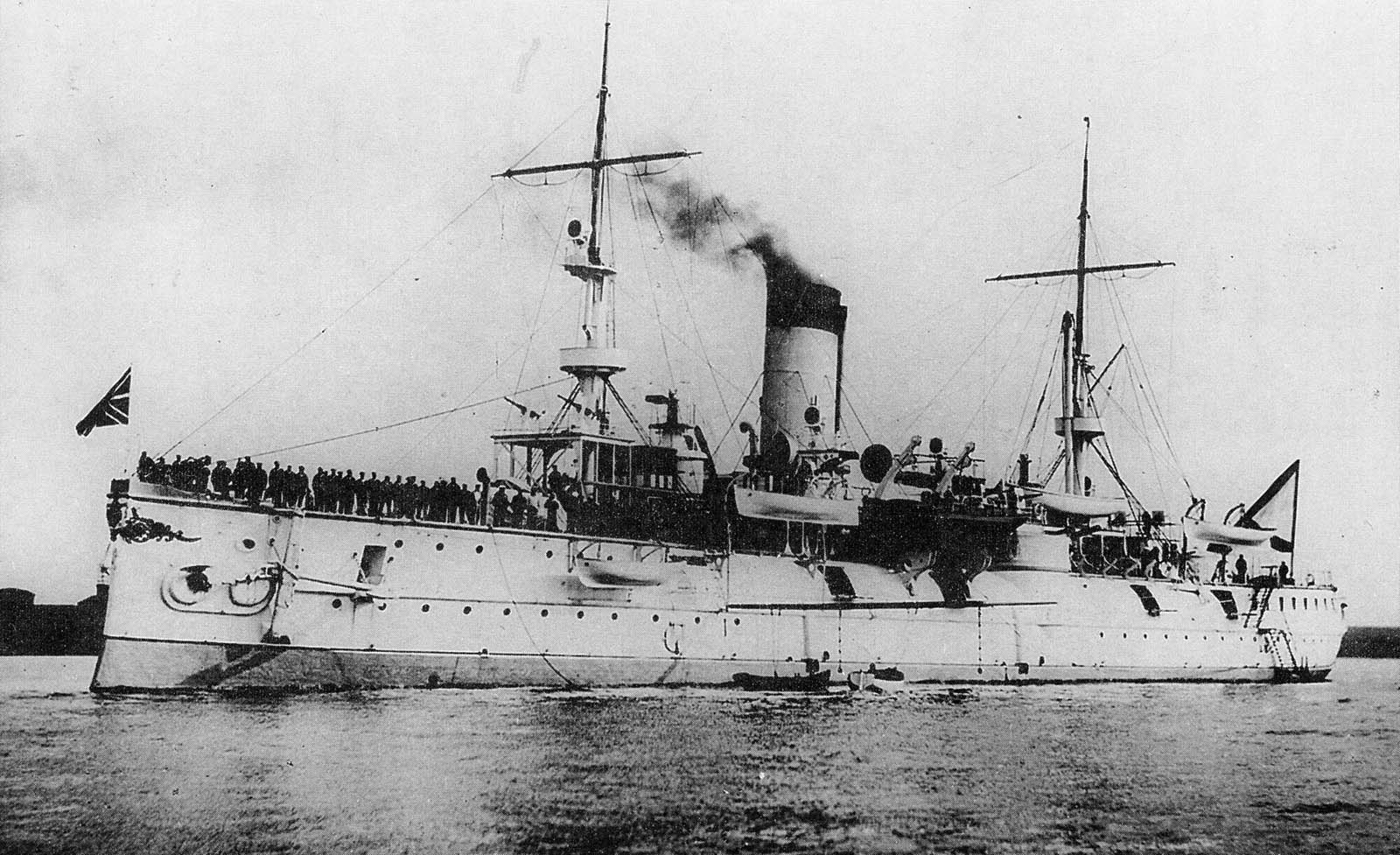
Der Kreuzer nach der Modernisierung, 1899

Die Admiral Nachimow wurde vorrangig in fernöstlichen Gewässern eingesetzt. Am 29. September 1888 lief sie zu ihrer ersten Reise in den Fernen Osten aus Kronstadt aus. Nach knapp drei Jahren kehrte sie zurück. Nach Abschluss von Reparaturarbeiten wurden die Vereinigten Staaten besucht, dann kam das Schiff für eine kurze Zeit in das Mittelmeer. Von dort aus wurde die Admiral Nachimow wieder in den Fernen Osten verlegt. Zwischenzeitlich kam es vor Cádiz zu einer Kollision mit dem Panzerkreuzer Pamjat Asowa – die Schäden wurden April/Mai 1894 in Nagasaki behoben.
Im Jahr 1895 nahm der Kreuzer an den Flottenmanövern auf der Reede des chinesischen Hafens Zhifu teil, die wegen der Kriegsgefahr aufgrund der japanischen Ansprüche auf die Halbinsel Liaodong durchgeführt wurden. Anschließend besuchte der Kreuzer Wladiwostok sowie koreanische und japanische Häfen und kehrte schließlich 1898 in die Ostsee zurück, wo das Schiff im Arsenal Kronstadt umfangreich modernisiert wurde: die Takelage wurde entfernt und eine neue Maschinenanlage (zwei stehende Dreizylinder-Verbundmaschinen mit dreifacher Dampfdehnung) sowie neue Kessel vom Typ Belleville eingebaut, was bei nun 9.000 PS eine Höchstgeschwindigkeit von 17,5 kn ermöglichte. Des Weiteren erhielt der Panzerkreuzer neue Türme für die Hauptartillerie und drei Torpedorohre vom Kaliber 38,1 cm anstelle der 35,5er. Die alten 8,7-cm-Geschütze wurden durch sechs weitere 4,7-cm-Geschütze zur Torpedobootabwehr ersetzt.
Nach ihrem Umbau wurde die Admiral Nachimow 1900 zum dritten Mal in den Fernen Osten verlegt, wobei der Panzerkreuzer bereits in der Ostsee durch Eisgang beschädigt wurde, was letztendlich einen Reparaturaufenthalt von März bis Mai 1900 in La Spezia erforderlich machte. In den folgenden drei Jahren nahm das Schiff an den Manövern in Port Arthur teil, besuchte Japan und Korea und wurde für diplomatische Missionen eingesetzt. 1903 kehrte der Kreuzer zum Werftaufenthalt nach Kronstadt zurück. Die vorgesehene Umrüstung (acht 15,2 cm L/45 und zehn 12 cm L/45) wurde aufgrund des Russisch-Japanischen Krieges gestoppt.

## Russisch-Japanischer Krieg

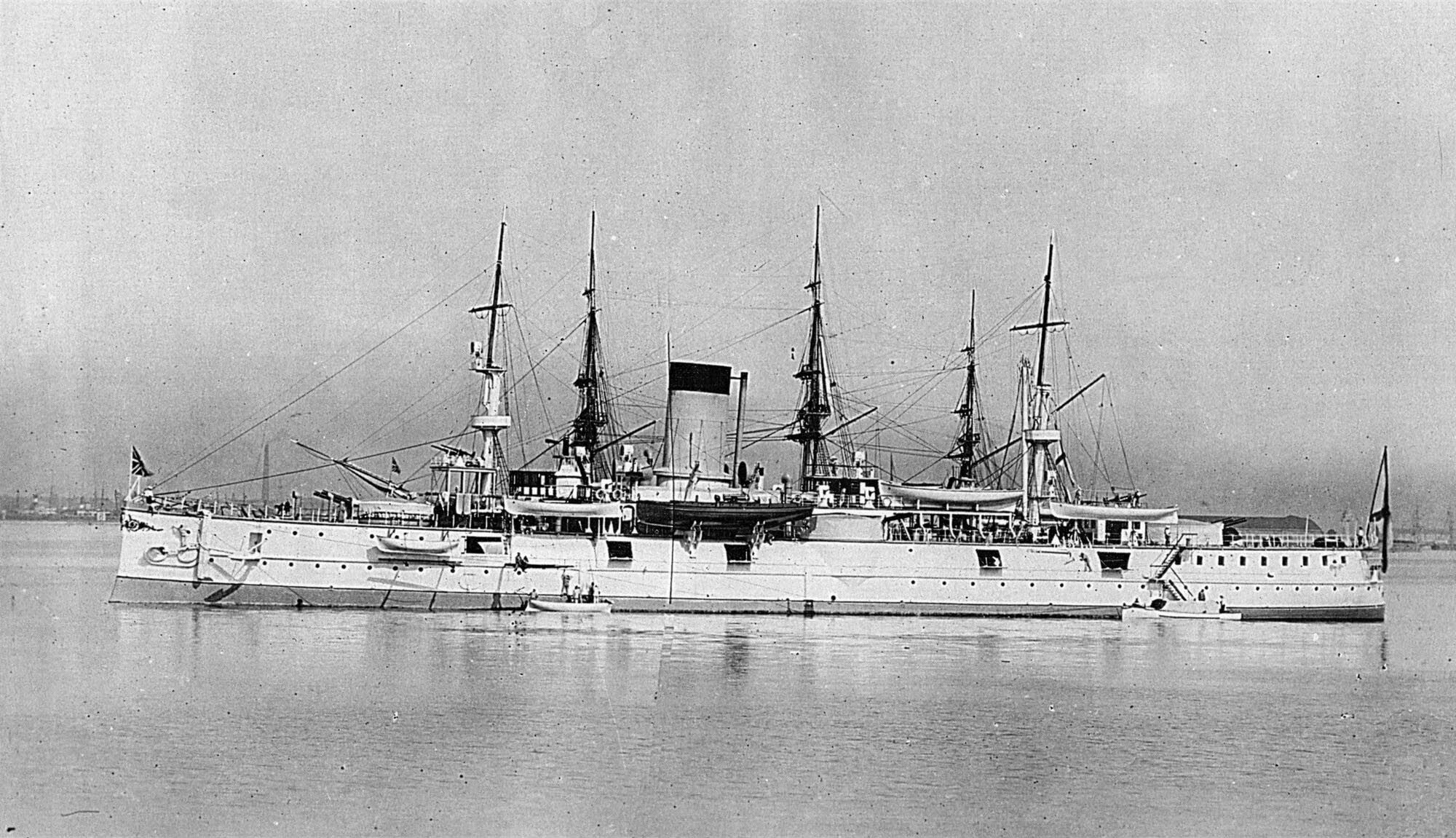
Der Kreuzer auf Reede in Kronstadt, 1903

Zu Beginn des Russisch-Japanischen Krieges wurde die Admiral Nachimow der 2. Division des 2. Pazifikgeschwaders unter dem Kommando von Konteradmiral von Fölkersahm zugeteilt. Während der Seeschlacht bei Tsushima fuhr das Schiff in der Mitte der linken Schlachtlinie. Die Admiral Nachimow erhielt am 27. Mai 1905 ungefähr zwanzig Treffer. In der Nacht wurde sie gegen 22:00 Uhr auf der Steuerbordseite von einem Torpedo getroffen. Nach Angaben der Besatzung versenkte das Schiff in der Nacht zwei, nach Angaben des Kommandanten, Kapitän 1. Ranges A. A. Rodionow, sogar drei japanische Minenleger. Diese Angaben wurden von japanischer Seite nicht bestätigt. Außerdem erzielte die Hauptartillerie mindestens drei Treffer auf dem japanischen Kreuzer Iwate, die diesen beschädigten.
Am Morgen des 28. Mai fuhr das halbversunkene Schiff mit dem Achtersteven voraus, da der Bug durchlöchert war. Beim Auftauchen weiterer japanischer Schiffe auf dem Gefechtsfeld wurde das Schiff von seiner Besatzung selbst versenkt. Einundzwanzig Offiziere, Fähnriche und Midshipmen sowie ein Großteil der Besatzung gerieten in japanische Kriegsgefangenschaft. Der japanische Hilfskreuzer Sado Maru nahm 523 Mann der Besatzung gefangen. 103 Mann gelang zunächst die Flucht in Booten, sie wurden jedoch später von den Japanern aufgegriffen. 18 Mann der Besatzung wurden getötet bzw. sind vermisst. Die Admiral Nachimow sank auf der Position 4° 34′ N, 129° 32′ O.

## Die Legende vom versunkenen Gold
Das Wrack der Admiral Nachimow blieb für die nächsten dreißig Jahre nahezu unbeachtet, bis 1933 der Amerikaner Garry Rissberg das Buch 600 Milliarden unter Wasser veröffentlichte. In ihm stellte er die Behauptung auf, dass sich an Bord von vier russischen Schiffen des 2. Pazifikgeschwaders, die bei Tsushima versenkt wurden, ein Goldschatz im Wert von fünf Millionen Dollar befunden habe, davon seien zwei Millionen an Bord der Admiral Nachimow gewesen.
Im November 1980 erklärte der japanische Geschäftsmann Ryōichi Sasakawa (jap. 笹川 良一), dass er eine erhebliche Summe für die Bergung des Kreuzers bereitstellen werde, da das Wrack des Schiffes gefunden wurde. Sasakawa berichtete von Kisten mit Goldmünzen sowie Gold- und Platinbarren, die an Bord gefunden wurden. Später präsentierte sich Sasakawa auch Fotografen mit Platinbarren, die angeblich von der Admiral Nachimow stammten, konnte jedoch behauptete spätere Funde nicht mehr belegen. Sasakawa berief sich auf unvorhergesehene Schwierigkeiten. Aufgrund der Darstellungen Sasakawas begannen sich auch professionelle Schatzsucher mit der Admiral Nachimow zu beschäftigen. Das Studium der Dokumente zum Russisch-Japanischen Krieg, insbesondere der Berichte von Teilnehmern der Seeschlacht, konnte jedoch die Darstellungen Sasakawas nicht bestätigen. Vollends ruiniert wurde die Glaubwürdigkeit Sasakawas, als sich herausstellte, dass die von ihm angeblich von Bord der Admiral Nachimow geborgenen Metallsplitter die Dichte von Blei, aber nicht von Platin besaßen.
Bevor sich die Unhaltbarkeit der Behauptungen Sasakawas herausstellte, hatte die sowjetische Regierung gegen die beabsichtigte Bergung protestiert und als Rechtsnachfolger des Russischen Reiches Ansprüche auf das Gold angemeldet. Daraufhin hatte sich Sasakawa bereit erklärt, das Gold der Sowjetunion zu übergeben, wenn diese im Gegenzug den Japanern die Inseln der Kurilen zurückgeben würde (siehe Kurilenkonflikt).